# Festa di san Rocco (Gioiosa Jonica)
...Santu Roccu trapassau, 

e la parma e la curuna

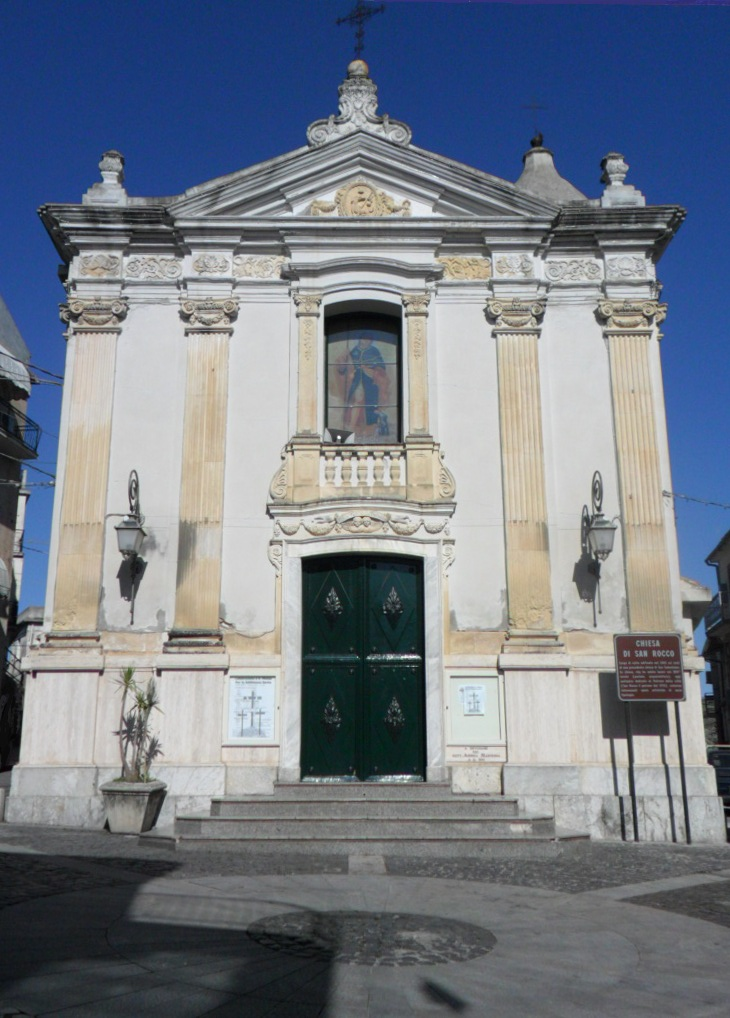
Chiesa di San Rocco a Gioiosa Jonica

'n paradisu si la levau...»
(Frammento di litania cantata a san Rocco)
La festa di san Rocco a Gioiosa Jonica è la festa cattolica di san Rocco che si svolge l'ultima domenica di agosto a Gioiosa Jonica, in Calabria.

## Storia
La festa di san Rocco a Gioiosa Jonica risalirebbe almeno al 1583, anno in cui venne costruita in paese la chiesa a lui dedicata.
San Rocco diventa patrono della città nel 1743, quando la peste bubbonica sarebbe cessata per l'intervento miracoloso del santo, allorché tramite bolla pontificia viene proclamato patrono della città.
Prima del 1749 veniva portato in processione un dipinto di San Rocco, poi sostituito dall'attuale statua in legno, scolpita a Napoli nel 1749 e trasportata in paese con il veliero San Luigi.

## Novena
Il primo giorno, comincia la novena e viene esposta la statua di San Rocco su un baldacchino di seta, e i fedeli pongono dei lumini ai suoi piedi, le vie del paese vengono addobbate con riproduzioni di velieri dette barche di San Rocco, che simboleggiano l'arrivo da Napoli via mare della statua sul veliero San Luigi . Per i vicoli del paese si intonano litanie per san Rocco, i tamburinari suonano i loro tamburelli e si balla a ritmo di zampogna e pipita la tarantella calabrese.
Le strade principali fanno spazio ai numerosi banchetti di vendita di prodotti agroalimentari. Durante la Novena al Santo vengono cantati il Rosario tradizionale e vari canti in vernacolo locale.
《Gloria Patri, Figgjhu e Spiritu Santu,
Santu Roccu è nu gran Santu, 
Ed'è Santu di valuri,
Ca Santu Roccu è lu protetturi. 
Dalla peste e dal peccato
Questo popolo devoto, 
Potentissimo avvocato,
Difendeteci per pietà. 
A li sidici d'agustu
Santu Roccu trapassau, 
E la parma e la curuna
M'paridisu si la levau
Quandu arza lu Calici Santu,
Cala Deu e lu Spiritu Santu,  
E San Roccu lu protetturi
È m'preghiera avanzi o Signuri.
Santu Roccu lu palagrinu,
Ca lu morbu esti vicinu,
Si lu potiti alluntanari
Ca a Santu Roccu ndavimu a pregari.
Supa a lu munti cumparsi nu Santu
Chi fu mandatu du Spiritu Santu, 
Fu mandatu di l'artu Deu,
Fammi la grazia San Roccu meu.
Santu Roccu ca partiu,
Alla guerra si ndi jiu,
E la paci ndi mandau:
Santu Roccu ndi cunzulau.
Cu vinni e cu nonn vinni,
Non li dimenticati, 
San Roccu di la Francia 
E non nd'abbandunati.
Oh Santu Roccu 
Chi di la Francia siti,
A li divoti vostri 
La grazia cuncediti.
In questo mese
La grazia cuncediti, 
Pregati a lu Signuri 
La paci cu l'amici.
Pe mari e pe terra
Si nominatu tu,
San Roccu di la Francia 
Prega a Gesù pe nu'.
Santu Roccu ji pe mari
Pe sarvari li marinari, 
E lu mari si fici ojju:
Santu Roccu la grazia vojju.
Eu di casa mi partu chiamandu,
San Roccu di la Francia cu vu m'arraccumandu.
Eu di la casa chiamandu venia,
San Roccu di la Francia pregati a Diu pe mia.》

Alcuni versi del Rosario tradizionale

## Domenica
Alle 9:00 del mattino di domenica comincia la processione per le vie del paese di San Rocco al ritmo della tarantella calabrese e dei tamburinari per concludersi all'imbrunire, interrotta solo una volta dalla  messa nella chiesa matrice. Durante la processione il santo attraversa Via Belcastro, rione Tumba e rione Confrontata, viene fatta una sosta per la messa alla chiesa matrice.
Alla sera il Comitato feste patronali San Rocco offre uno spettacolo di musica popolare e a finire uno spettacolo pirotecnico.